# Acanthurus triostegus

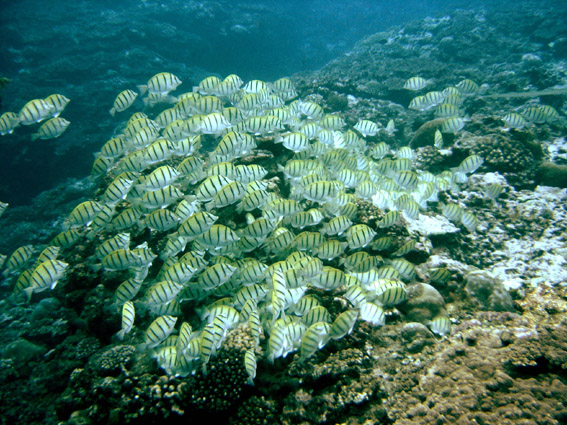
Banc dAcanthurus triostegus a l'illa de la Reunió

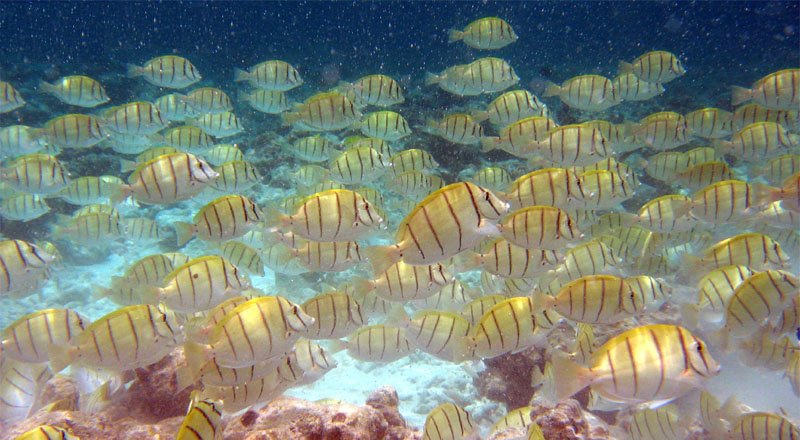
Un banc dAcanthurus triostegus

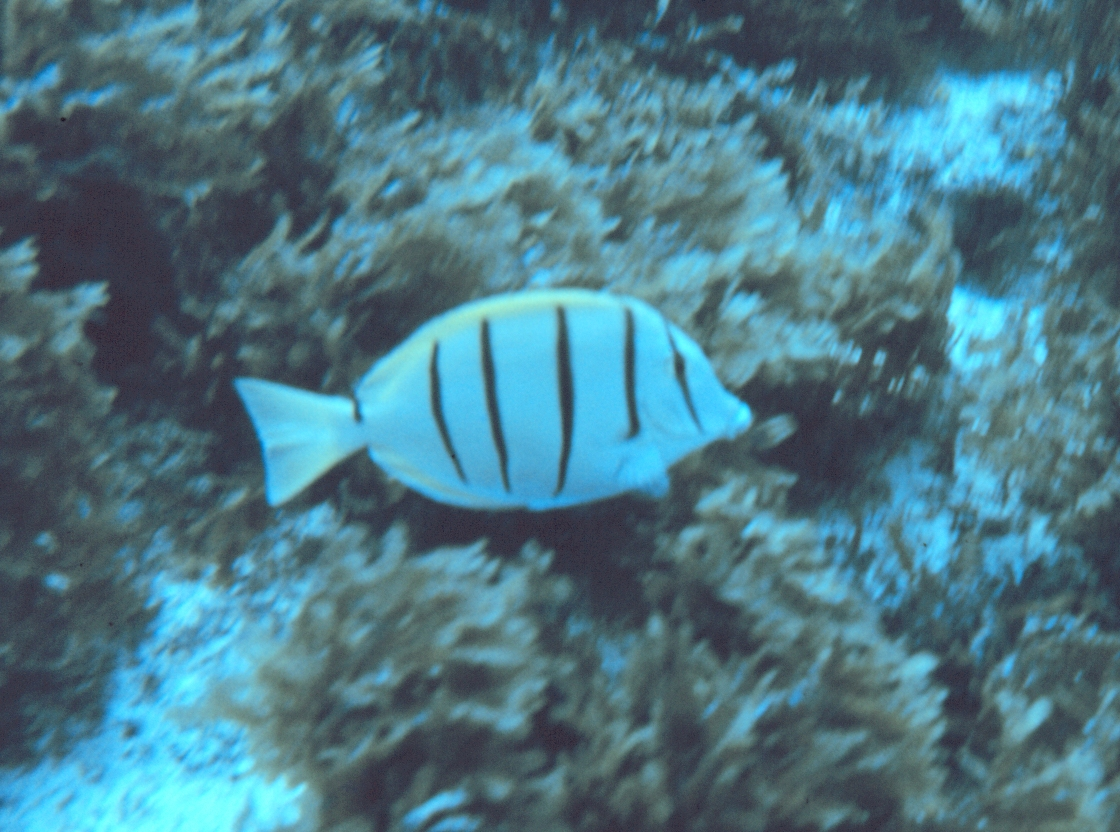
Un exemplar a l'illa gran de Hawaii

Acanthurus triostegus és una espècie de peix pertanyent a la família dels acantúrids.

## Descripció
- Pot arribar a fer 27 cm de llargària màxima (normalment, en fa 17).
- 9 espines i 22-26 radis tous a l'aleta dorsal i 3 espines i 19-22 radis tous a l'anal.
- Escates petites.
- És de color gris olivaci amb quatre franges verticals.[3][4]

## Alimentació
Menja algues.

## Depredadors
A la Polinèsia Francesa és depredat per Cephalopholis argus, Epinephelus merra i Lutjanus fulvus; a les illes Hawaii per Conger cinereus, i a les illes Marshall per Fistularia petimba.

## Hàbitat
És un peix marí, associat als esculls i de clima tropical (24 °C-26 °C; 26°N-36°S, 25°E-85°W) que viu entre 0-90 m de fondària.

## Distribució geogràfica
Es troba a l'Índic i el Pacífic occidental i oriental (des del golf de Califòrnia fins a Panamà, incloent-hi les illes Revillagigedo, del Coco, Clipperton i Galápagos).

## Costums
És bentopelàgic.

## Ús comercial
És bo com a aliment, tot i que n'hi ha informes d'intoxicació per ciguatera.

## Observacions
És inofensiu per als humans.